# Ujguri
Ujguri (ujgurski: ئۇيغۇر, Uyghur tradicionalni kineski: 維吾爾, pinyin: Wéiwú'ěr) su turkijska etnička skupina koja živi u istočnoj i srednjoj Aziji. Broje oko 7 milijuna pripadnika. Danas Ujguri prvenstveno žive u kineskoj regiji Xinjiang. Oko 80% Ujgura u Xinjiangu živi u jugozapadnom dijelu regije u Tarimskoj zavali.
Najveća zajednica Ujgura izvan Xinjianga u Kini je u Taoyuanu u regiji Hunan. Izvan Kine, značajne zajednice Ujgura postoje u srednjoazijskim zemaljama Kazahstanu, Kirgistanu i Uzbekistanu. Manje zajednice nalaze se u Afganistanu, Pakistanu i Turskoj. Prema religijskoj pripadnosti velika većina ih je sunitski muslimani i govore ujgurskim jezikom.

## Jezik
Ujgurski jezik (ئۇيغۇر) je grana istočnoturkijske skupine altajskih jezika, kojim govori oko 8.788.690 ljudi u Kini, Kazahstanu, Afganistanu (3.000), Mongoliji 1.000 (1982). i azijskom dijelu Turske 500 (1981). Većina govornika, njih 8.400,000 (2000.), živi u Kini.

## Povijest
Oko 600. godine, pod kineskim utjecajem, prihvaćaju budizam, a od 8. stoljeća među njima se širi i manihejstvo. Godine 745. uništili su državu Turaka Oguza i osnovali Ujgurski kaganat kojeg su 840. godine srušili Kirgizi. Stanovništvo je većim dijelom izbjeglo u kinesku pokrajinu Kansu, gdje su osnovali Istočnu (budističku i manihejsku) i Zapadnu (islamsku) državu.
Godine 1030. Tanguti, preci današnjih Žutih Ujgura, a Zapadnu državu su osvojili Mongoli 1209. godine. Srušili su Istočno ujgursko kraljevstvo. Starosjedilački Ujguri (Taranči, Kašgari i Dungani) podigli su 1864. – 1877. veliki ustanak protiv kineske vlasti tijekom kojeg su osnovali nekoliko ujgurskih država. Te je države 1867. godine Jakub-beg povezao u državu Jettišar. Godine 1955. osnovana je Siankiangsko-ujgurska autonomna oblast u okviru Narodne Republike Kine. U srpnju 2009. u Urumqiju, glavnom gradu regije Xinjiang izbili su nasilni neredi. Prvi dan nereda prosvjedovalo je najmanje 1000 Ujgura u znak prosvjeda protiv etničke skupine Han. U neredima je poginulo 197 osoba, a 1721 ozlijeđena, mnoga vozila i zgrade su uništene. Ujgurske skupine u egzilu kažu da je broj poginulih veći. Mnogo ljudi je nestalo tijekom policijskih istraga u danima nakon nereda, Human Rights Watch (HRW) dokumentirao je 43 slučaja i rekao da je broj vjerojatno znatno veći.